# 黑灰魮脂鯉
黑灰魮脂鯉，中文俗名蓝缎带Ⅱ型、彩虹蓝帝灯、蓝彩石灯Ⅱ型，為輻鰭魚綱脂鯉目脂鯉亞目脂鯉科的其中一個種，為熱帶淡水魚，分布於南美洲巴西Tapajós河上流域，體長可達3.7公分，棲息在水質清澈、沙石底質的小溪流，生活習性不明。

## 扩展阅读
- 維基物種上的相關：黑灰魮脂鯉